# 원천군 변수 영정
원천군 변수 영정(原川君 邊修 影幀)은 강원특별자치도 춘천시 석사동, 국립춘천박물관에 있는 조선시대의 초상화이다. 1993년 6월 3일 강원특별자치도의 문화재자료 제118호로 지정되었다.

## 개요
조선 중기의 무신인 원천군 변수(1447∼1524)의 초상화이다.
변수는 충청도·함경도의 절도사를 지내었으며, 중종반정에 참여한 공으로 정국공신이 되어 원천군으로 봉해졌다.
선생이 공신으로 책봉되던 당시 도화서 화공이 그린 것으로 추정되는 이 그림은 머리에 사모를 쓰고 짙은 푸른색의 관복을 차려입고, 오른쪽을 바라보며 의자에 앉아 있는 모습을 채색하여 그린 전신좌상이다. 가슴에는 학과 구름무늬가 있는 흉배를 하고 있고, 옷자락 밑에는 옆 트임을 두어 안쪽에는 흰 속옷이 보인다. 두 발은 십일자(11)로 가지런히 디딤돌 위에 올려놓았다.
전형적인 조선시대의 공신도이나, 얼굴과 사모가 훼손되어, 후대에 보수하면서 약간 변형된 것으로 보인다.

## 같이 보기
- 변수

## 참고 자료
- 원천군변수영정 - 국가유산청 국가유산포털